# European Hot 100
European Hot 100 – cotygodniowa lista przebojów publikowana przez magazyny Music&Media oraz Billboard. Lista układana jest na podstawie sprzedaży singli w 15 krajach Europy: Austrii, Belgii (oddzielnie dla Flandrii i Walonii), Danii, Finlandii, Francji, Niemiec, Węgier, Irlandii, Włoch, Niderlandów, Norwegii, Hiszpanii, Szwecji, Szwajcarii i Wielkiej Brytanii. Uważana była za jedną z najbardziej prestiżowych list przebojów w Europie.
Na podobnej zasadzie i przez te same magazyny tworzona jest lista European Albums.

## Europejscy artyści, którzy zdobyli nr 1
| Państwo pochodzenia europejskiego artysty | Data pierwszego pojawienia się na miejscu 1 | Artysta /artyści                              | Piosenka                                         |
| ----------------------------------------- | ------------------------------------------- | --------------------------------------------- | ------------------------------------------------ |
| Wielka Brytania                           | 29 maja 1976                                | Brotherhood of Man                            | „Save Your Kisses For Me”                        |
| Wielka Brytania                           | 10 lipca 1976                               | Peter Frampton                                | „Show Me The Way”                                |
| Wielka Brytania                           | 24 lipca 1976                               | Sutherland Brothers                           | „The Arms of Mary”                               |
| Wielka Brytania                           | 31 lipca 1976                               | The Real Thing                                | „You to Me Are Everything”                       |
| Wielka Brytania                           | 21 sierpnia 1976                            | Elton John and Kiki Dee                       | „Don’t Go Breaking My Heart”                     |
| Szwecja                                   | 4 września 1976                             | ABBA                                          | „Dancing Queen”                                  |
| Niemcy                                    | 13 listopada 1976                           | Boney M.                                      | „Daddy Cool”                                     |
| Szwecja                                   | 11 grudnia 1976                             | ABBA                                          | „Money Money Money”                              |
| Wielka Brytania                           | 29 stycznia 1977                            | Showaddywaddy                                 | „Under the Moon of Love”                         |
| Wielka Brytania                           | 19 lutego 1977                              | Smokie                                        | „Living Next Door to Alice”                      |
| Wielka Brytania                           | 12 marca 1977                               | Leo Sayer                                     | „When I Need You”                                |
| Szwecja                                   | 19 marca 1977                               | ABBA                                          | „Knowing Me, Knowing You”                        |
| Wielka Brytania                           | 15 kwietnia 1977                            | Smokie                                        | „Lay Back in the Arms of Someone”                |
| Holandia                                  | 2 czerwca 1977                              | George Baker Selection                        | „Beautiful Rose”                                 |
| Niemcy                                    | 9 czerwca 1977                              | Boney M.                                      | „Ma Baker”                                       |
| Hiszpania                                 | 4 sierpnia 1977                             | Baccara                                       | „Yes Sir I Can Boogie”                           |
| Hiszpania                                 | 6 października 1977                         | Baccara                                       | „Sorry, I’m A Lady”                              |
| Holandia                                  | 27 października 1977                        | Danny Mirror                                  | „I Remember Elvis Presley (The King Is Dead)”    |
| Szwecja                                   | 10 listopada 1977                           | ABBA                                          | „The Name of the Game”                           |
| Wielka Brytania                           | 29 grudnia 1977                             | Wings                                         | „Mull of Kintyre”                                |
| Szwecja                                   | 8 marca 1978                                | ABBA                                          | „Take a Chance On Me”                            |
| Niemcy                                    | 4 maja 1978                                 | Boney M.                                      | „Rivers of Babylon/Brown Girl in the Ring”       |
| Szwecja                                   | 12 października 1978                        | ABBA                                          | „Summer Night City”                              |
| Wielka Brytania                           | 14 grudnia 1978                             | Queen                                         | „Bicycle Race”                                   |
| Niemcy                                    | 21 grudnia 1978                             | Boney M.                                      | „Mary’s Boy Child”                               |
| Szwecja                                   | 15 marca 1979                               | ABBA                                          | „Chiquitita”                                     |
| Niemcy                                    | 3 maja 1979                                 | Boney M.                                      | "Hooray! Hooray! It’s a Holi-Holiday”            |
| Szwecja                                   | 14 czerwca 1979                             | ABBA                                          | „Does Your Mother Know”                          |
| Wielka Brytania                           | 5 lipca 1979                                | M                                             | „Pop Muzik”                                      |
| Irlandia                                  | 30 sierpnia 1979                            | The Boomtown Rats                             | „I Don’t Like Mondays”                           |
| Niemcy                                    | 13 września 1979                            | Boney M.                                      | „Gotta Go Home”                                  |
| Wielka Brytania                           | 11 października 1979                        | Cliff Richard                                 | „We Don’t Talk Anymore”                          |
| Szwecja                                   | 15 listopada 1979                           | ABBA                                          | "Gimme! Gimme! Gimme! (A Man After Midnight)”    |
| Szwecja                                   | 16 stycznia 1980                            | ABBA                                          | „I Have A Dream”                                 |
| Wielka Brytania                           | 7 lutego 1980                               | Pink Floyd                                    | „Another Brick in the Wall (Part 2)”             |
| Niemcy                                    | 24 kwietnia 1980                            | Goombay Dance Band                            | „Sun of Jamaica”                                 |
| Irlandia                                  | 15 maja 1980                                | Johnny Logan                                  | „What’s Another Year”                            |
| Wielka Brytania                           | 7 sierpnia 1980                             | Electric Light Orchestra & Olivia Newton-John | „Xanadu”                                         |
| Szwecja                                   | 28 sierpnia 1980                            | ABBA                                          | „The Winner Takes It All”                        |
| Szwecja                                   | 18 grudnia 1980                             | ABBA                                          | „Super Trouper”                                  |
| Wielka Brytania                           | 12 lutego 1981                              | John Lennon                                   | „(Just Like) Starting Over”                      |
| Wielka Brytania                           | 7 maja 1981                                 | Bucks Fizz                                    | „Making Your Mind Up”                            |
| Wielka Brytania                           | 2 lipca 1981                                | Adam and the Ants                             | „Bette Davis Eyes”                               |
| Holandia                                  | 18 czerwca 1981                             | Stars on 45                                   | „Stars on 45 Medley”                             |
| Wielka Brytania                           | 30 lipca 1981                               | Kim Wilde                                     | „Chequered Love”                                 |
| Holandia                                  | 16 sierpnia 1981                            | Stars on 45                                   | „More Stars”                                     |
| Wielka Brytania                           | 13 września 1981                            | Electric Light Orchestra                      | „Hold On Tight”                                  |
| Wielka Brytania                           | 18 października 1981                        | Shakin’ Stevens                               | „Green Door”                                     |
| Wielka Brytania                           | 25 października 1981                        | Sheena Easton                                 | „For Your Eyes Only”                             |
| Wielka Brytania                           | 1 listopada 1981                            | Soft Cell                                     | „Tainted Love”                                   |
| Wielka Brytania                           | 15 listopada 1981                           | Aneka                                         | „Japanese Boy”                                   |
| Wielka Brytania                           | 22 listopada 1981                           | The Police                                    | „Every Little Thing She Does Is Magic”           |
| Wielka Brytania                           | 27 grudnia 1981                             | Queen & David Bowie                           | „Under Pressure”                                 |
| Szwecja                                   | 3 stycznia 1982                             | ABBA                                          | „One of Us”                                      |
| Wielka Brytania                           | 14 lutego 1982                              | Kim Wilde                                     | „Cambodia”                                       |
| Wielka Brytania                           | 6 marca 1982                                | Shakin’ Stevens                               | „Oh Julie”                                       |
| Wielka Brytania                           | 1 maja 1982                                 | Tight Fit                                     | „The Lion Sleeps Tonight”                        |
| Wielka Brytania                           | 15 maja 1982                                | Kim Wilde                                     | „View From a Bridge”                             |
| Niemcy                                    | 22 maja 1982                                | Nicole                                        | „Ein Bißchen Frieden”                            |
| Wielka Brytania                           | 10 lipca 1982                               | Paul McCartney with Stevie Wonder             | „Ebony and Ivory”                                |
| Niemcy                                    | 31 lipca 1982                               | Trio                                          | „Da Da Da”                                       |
| Wielka Brytania                           | 4 września 1982                             | Imagination                                   | „Just an Illusion”                               |
| Francja                                   | 30 października 1982                        | F.R. David                                    | „Words”                                          |
| Wielka Brytania                           | 29 stycznia 1983                            | Culture Club                                  | „Do You Really Want To Hurt Me?”                 |
| Wielka Brytania                           | 12 lutego 1983                              | Musical Youth                                 | „Pass The Dutchie”                               |
| Niemcy                                    | 2 kwietnia 1983                             | Nena                                          | „99 Luftballons”                                 |
| Wielka Brytania                           | 7 maja 1983                                 | David Bowie                                   | „Let’s Dance”                                    |
| Wielka Brytania                           | 16 czerwca 1983                             | Robin Gibb                                    | „Juliet”                                         |
| Włochy                                    | 1 października 1983                         | Ryan Paris                                    | „Dolce Vita”                                     |
| Wielka Brytania                           | 29 października 1983                        | Culture Club                                  | „Karma Chameleon”                                |
| Wielka Brytania                           | 10 grudnia 1983                             | Paul McCartney & Michael Jackson              | „Say Say Say”                                    |
| Wielka Brytania                           | 11 lutego 1984                              | Paul Young                                    | „Love of the Common People”                      |
| Wielka Brytania                           | 25 lutego 1984                              | Frankie Goes to Hollywood                     | „Relax”                                          |
| Wielka Brytania                           | 10 marca 1984                               | Queen                                         | „Radio Ga-Ga”                                    |
| Niemcy                                    | 26 maja 1984                                | Alphaville                                    | „Big in Japan”                                   |
| Wielka Brytania                           | 9 czerwca 1984                              | Queen                                         | „I Want to Break Free”                           |
| Wielka Brytania                           | 7 lipca 1984                                | Duran Duran                                   | „The Reflex”                                     |
| Wielka Brytania                           | 14 lipca 1984                               | Wham!                                         | „Wake Me Up Before You Go-Go”                    |
| Wielka Brytania                           | 28 lipca 1984                               | Frankie Goes to Hollywood                     | „Two Tribes”                                     |
| Wielka Brytania                           | 5 stycznia 1985                             | Duran Duran                                   | „The Wild Boys”                                  |
| /                                         | 6 lipca 1985                                | Band Aid                                      | „Do They Know It’s Christmas?”                   |
| Wielka Brytania                           | 9 lutego 1985                               | Murray Head                                   | „One Night In Bangkok”                           |
| Wielka Brytania                           | 6 lipca 1985                                | Tears for Fears                               | „Shout”                                          |
| Niemcy                                    | 30 marca 1985                               | Modern Talking                                | „You’re My Heart, You’re My Soul”                |
| Irlandia                                  | 27 kwietnia 1985                            | USA for Africa                                | „We Are The World”                               |
| Wielka Brytania                           | 29 czerwca 1985                             | Duran Duran                                   | „A View to a Kill”                               |
| Wielka Brytania                           | 6 lipca 1985                                | Paul Hardcastle                               | „19”                                             |
| Austria                                   | 27 lipca 1985                               | Falco                                         | „Rock Me Amadeus”                                |
| Niemcy                                    | 10 sierpnia 1985                            | Harold Faltermeyer                            | „Axel F”                                         |
| Włochy                                    | 17 sierpnia 1985                            | Baltimora                                     | „Tarzan Boy”                                     |
| Wielka Brytania                           | 5 października 1985                         | David Bowie & Mick Jagger                     | „Dancing In The Street”                          |
| Niemcy                                    | 26 października 1985                        | Sandra                                        | „Maria Magdalena”                                |
| Niemcy                                    | 16 listopada 1985                           | Modern Talking                                | „Cheri Cheri Lady”                               |
| Norwegia                                  | 23 listopada 1985                           | A-ha                                          | „Take On Me”                                     |
| Wielka Brytania                           | 25 stycznia 1986                            | Elton John                                    | „Nikita”                                         |
| Norwegia                                  | 15 lutego 1986                              | A-ha                                          | „The Sun Always Shines On TV”                    |
| Wielka Brytania                           | 1 marca 1986                                | Billy Ocean                                   | „When The Going Gets Tough, The Tough Get Going” |
| Wielka Brytania                           | 3 maja 1986                                 | George Michael                                | „A Different Corner”                             |
| Niemcy                                    | 28 czerwca 1986                             | Modern Talking                                | „Atlantis Is Calling (S.O.S. for Love)”          |
| Wielka Brytania                           | 12 lipca 1986                               | Wham!                                         | „The Edge of Heaven”                             |
| Szwecja                                   | 25 października 1986                        | Europe                                        | „The Final Countdown”                            |
| Wielka Brytania                           | 7 lutego 1987                               | Alison Moyet                                  | „Is This Love?”                                  |
| Wielka Brytania                           | 21 lutego 1987                              | Aretha Franklin & George Michael              | „I Knew You Were Waiting (For Me)”               |
| Wielka Brytania                           | 28 marca 1987                               | Level 42                                      | „Running in the Family”                          |
| Wielka Brytania                           | 4 kwietnia 1987                             | Boy George                                    | „Everything I Own”                               |
| Wielka Brytania                           | 18 kwietnia 1987                            | Mel & Kim                                     | „Respectable”                                    |
| Wielka Brytania                           | 2 maja 1987                                 | Ferry Aid                                     | „Let It Be”                                      |
| Irlandia                                  | 30 maja 1987                                | U2                                            | „With or Without You”                            |
| Wielka Brytania                           | 5 grudnia 1987                              | George Michael                                | „Faith”                                          |
| Wielka Brytania                           | 9 stycznia 1988                             | Pet Shop Boys                                 | „Always on My Mind”                              |
| Wielka Brytania                           | 12 marca 1988                               | Rick Astley                                   | „Together Forever”                               |
| Wielka Brytania                           | 23 kwietnia 1988                            | Pet Shop Boys                                 | „Heart”                                          |
| Wielka Brytania                           | 4 czerwca 1988                              | S-Express                                     | „Theme from S-Express”                           |
| Wielka Brytania                           | 10 września 1988                            | Yazz and the Plastic Population               | „The Only Way Is Up”                             |
| Wielka Brytania                           | 1 października 1988                         | Phil Collins                                  | „A Groovy Kind Of Love”                          |
| Niemcy                                    | 12 listopada 1988                           | Milli Vanilli                                 | „Girl You Know It’s True”                        |
| Irlandia                                  | 24 grudnia 1988                             | Enya                                          | „Orinoco Flow”                                   |
| Wielka Brytania                           | 11 lutego 1989                              | Marc Almond & Gene Pitney                     | „Something’s Gotten Hold Of My Heart”            |
| Wielka Brytania                           | 4 marca 1989                                | Simple Minds                                  | „Belfast Child”                                  |
| Szwecja                                   | 17 czerwca 1989                             | Roxette                                       | „The Look”                                       |
| Wielka Brytania                           | 22 lipca 1989                               | Soul II Soul                                  | „Back to Life (However Do You Want Me)”          |
| Wielka Brytania                           | 29 lipca 1989                               | Sonia                                         | „You’ll Never Stop Me From Loving You”           |
| Wielka Brytania                           | 19 sierpnia 1989                            | Jive Bunny & The Mastermixers                 | „Swing The Mood”                                 |
| Francja                                   | 23 września 1989                            | Kaoma                                         | „Lambada”                                        |
| Wielka Brytania                           | 6 stycznia 1990                             | Phil Collins                                  | „Another Day in Paradise”                        |
| Belgia                                    | 10 lutego 1990                              | Technotronic                                  | "Get Up! (Before the Night Is Over)”             |
| Irlandia                                  | 24 lutego 1990                              | Sinéad O’Connor                               | „Nothing Compares 2 U”                           |
| Niemcy                                    | 31 marca 1990                               | Snap!                                         | „The Power”                                      |
| Wielka Brytania                           | 16 czerwca 1990                             | Elton John                                    | „Sacrifice”                                      |
| Wielka Brytania                           | 29 września 1990                            | Londonbeat                                    | „I’ve Been Thinking About You”                   |
| /                                         | 12 stycznia 1991                            | Enigma                                        | „Sadeness (Part I)”                              |
| Wielka Brytania                           | 16 marca 1991                               | Seal                                          | „Crazy”                                          |
| Szwecja                                   | 23 marca 1991                               | Roxette                                       | „Joyride”                                        |
| Niemcy                                    | 1 czerwca 1991                              | Scorpions                                     | „Wind of Change”                                 |
| /                                         | 29 czerwca 1991                             | Zucchero & Paul Young                         | „Senza Una Donna”                                |
| Wielka Brytania                           | 8 lutego 1992                               | Elton John & George Michael                   | „Don’t Let The Sun Go Down On Me”                |
| Niemcy                                    | 16 maja 1992                                | Snap!                                         | „Rhythm is a Dancer”                             |
| Szwecja                                   | 26 września 1992                            | Dr Alban                                      | „It’s My Life”                                   |
| /                                         | 6 marca 1993                                | 2 Unlimited                                   | „No Limit”                                       |
| /                                         | 5 czerwca 1993                              | 2 Unlimited                                   | „Tribal Dance”                                   |
| Niemcy                                    | 12 czerwca 1993                             | Haddaway                                      | „What Is Love”                                   |
| Wielka Brytania                           | 31 lipca 1993                               | UB40                                          | „(I Can’t Help) Falling In Love With You”        |
| Szwecja                                   | 14 sierpnia 1993                            | 4 Non Blondes                                 | „What’s Up?”                                     |
| Niemcy                                    | 28 sierpnia 1993                            | Culture Beat                                  | „Mr. Vain”                                       |
| Niemcy                                    | 2 października 1993                         | Haddaway                                      | „Life”                                           |
| Wielka Brytania                           | 23 października 1993                        | Freddie Mercury                               | „Living On My Own”                               |
| Wielka Brytania                           | 22 stycznia 1994                            | Bryan Adams, Rod Stewart & Sting              | „All for Love”                                   |
| Włochy                                    | 26 marca 1994                               | Cappella                                      | „Move on Baby”                                   |
| /                                         | 11 czerwca 1994                             | 2 Unlimited                                   | „The Real Thing”                                 |
| Wielka Brytania                           | 9 lipca 1994                                | Wet Wet Wet                                   | „Love Is All Around”                             |
| Dania                                     | 22 października 1994                        | Whigfield                                     | „Saturday Night”                                 |
| Szwecja                                   | 10 grudnia 1994                             | Rednex                                        | „Cotton Eye Joe”                                 |
| Wielka Brytania                           | 22 kwietnia 1995                            | Take That                                     | „Back for Good”                                  |
| Wielka Brytania                           | 24 lutego 1996                              | Babylon Zoo                                   | „Spaceman”                                       |
| Włochy                                    | 23 marca 1996                               | Robert Miles                                  | „Children”                                       |
| Hiszpania                                 | 22 czerwca 1996                             | Los Del Río                                   | „Macarena”                                       |
| Wielka Brytania                           | 14 września 1996                            | Spice Girls                                   | „Wannabe”                                        |
| Wielka Brytania                           | 16 listopada 1996                           | Spice Girls                                   | „Say You’ll Be There”                            |
| Wielka Brytania                           | 7 grudnia 1996                              | The Prodigy                                   | „Breathe”                                        |
| /                                         | 28 grudnia 1996                             | Robert Miles featuring Maria Nayler           | „One and One”                                    |
| /                                         | 7 czerwca 1997                              | Andrea Bocelli & Sarah Brightman              | „Time To Say Goodbye”                            |
| Wielka Brytania                           | 4 września 1997                             | Elton John                                    | „Candle in the Wind 1997”                        |
| Dania                                     | 15 listopada 1997                           | Aqua                                          | „Barbie Girl”                                    |
| Wielka Brytania                           | 5 września 1998                             | Des’ree                                       | „Life”                                           |
| Szwecja                                   | 27 lutego 1999                              | Emilia                                        | „Big Big World”                                  |
| Niemcy                                    | 7 sierpnia 1999                             | Lou Bega                                      | „Mambo No. 5 (A Little Bit of...)”               |
| Włochy                                    | 28 sierpnia 1999                            | Eiffel 65                                     | „Blue (Da Ba Dee)”                               |
| Włochy                                    | 22 stycznia 2000                            | Eiffel 65                                     | „Move Your Body”                                 |
| /                                         | 11 marca 2000                               | Tom Jones & Mousse T.                         | „Sex Bomb”                                       |
| Finlandia                                 | 12 sierpnia 2000                            | Bomfunk MC’s                                  | „Freestyler”                                     |
| Hiszpania                                 | 21 października 2000                        | Whitney Houston & Enrique Iglesias            | „Could I Have This Kiss Forever”                 |
| Irlandia                                  | 28 października 2000                        | U2                                            | „Beautiful Day”                                  |
| Francja                                   | 11 listopada 2000                           | Modjo                                         | „Lady (Hear Me Tonight)”                         |
| Francja                                   | 2 grudnia 2000                              | Daft Punk                                     | „One More Time”                                  |
| Wielka Brytania                           | 23 grudnia 2000                             | Eminem featuring Dido                         | „Stan”                                           |
| Wielka Brytania                           | 31 marca 2001                               | Shaggy featuring Ricardo „RikRok” Ducent      | „It Wasn’t Me”                                   |
| Wielka Brytania                           | 9 czerwca 2001                              | Atomic Kitten                                 | „Whole Again”                                    |
| Wielka Brytania                           | 26 stycznia 2002                            | Robbie Williams featuring Nicole Kidman       | „Somethin’ Stupid”                               |
| Hiszpania                                 | 21 września 2002                            | Las Ketchup                                   | „The Ketchup Song (Asereje)”                     |
| Rosja                                     | 15 lutego 2003                              | t.A.T.u.                                      | „All the Things She Said”                        |
| Wielka Brytania                           | 27 września 2003                            | Dido                                          | „White Flag”                                     |
| Irlandia                                  | 19 czerwca 2004                             | Mario Winans featuring P. Diddy & Enya        | „I Don’t Wanna Know”                             |
| Mołdawia                                  | 26 czerwca 2004                             | O-Zone                                        | „Dragostea Din Tei”                              |
| Wielka Brytania                           | 23 października 2004                        | Robbie Williams                               | „Radio”                                          |
| Szwecja                                   | 6 listopada 2004                            | Eric Prydz                                    | „Call on Me”                                     |
| /                                         | 1 stycznia 2005                             | Band Aid 20                                   | „Do They Know It’s Christmas?”                   |
| Szwecja                                   | 2 lipca 2005                                | Crazy Frog                                    | „Axel F”                                         |
| Wielka Brytania                           | 17 września 2005                            | James Blunt                                   | „You’re Beautiful”                               |
| Wielka Brytania                           | 22 października 2005                        | Robbie Williams                               | „Tripping”                                       |
| Wielka Brytania                           | 12 listopada 2005                           | Sugababes                                     | „Push the Button”                                |
| Irlandia                                  | 25 listopada 2006                           | U2 & Green Day                                | „The Saints Are Coming”                          |
| Wielka Brytania                           | 9 grudnia 2006                              | Take That                                     | „Patience”                                       |
| Wielka Brytania                           | 10 marca 2007                               | Kaiser Chiefs                                 | „Ruby”                                           |
| Wielka Brytania                           | 29 września 2007                            | James Blunt                                   | „1973”                                           |
| Wielka Brytania                           | 8 marca 2008                                | Leona Lewis                                   | „Bleeding Love”                                  |
| Wielka Brytania                           | 29 marca 2008                               | Duffy                                         | „Mercy”                                          |
| Wielka Brytania                           | 9 czerwca 2008                              | Estelle featuring Kanye West                  | „American Boy”                                   |
| Wielka Brytania                           | 15 listopada 2008                           | Guru Josh Project                             | „Infinity 2008”                                  |
| Wielka Brytania                           | 21 lutego 2009                              | James Morrison featuring Nelly Furtado        | „Broken Strings”                                 |
| Francja                                   | 18 lipca 2009                               | David Guetta featuring Kelly Rowland          | „When Love Takes Over”                           |
| Francja                                   | 19 września 2009                            | David Guetta featuring Akon                   | „Sexy Bitch”                                     |
| Belgia                                    | 20 marca 2010                               | Stromae                                       | „Alors on danse”                                 |
| Niemcy                                    | 19 czerwca 2010                             | Lena Meyer-Landrut                            | „Satellite”                                      |